# Lepthyphantes fernandezi
Lepthyphantes fernandezi este o specie de păianjeni din genul Lepthyphantes, familia Linyphiidae, descrisă de Lucien Berland în anul 1924.
Este endemică în Juan Fernández Is.. Conform Catalogue of Life specia Lepthyphantes fernandezi nu are subspecii cunoscute.